# Sverdiac, Rîșcani
Sverdiac este un sat din cadrul comunei Recea din raionul Rîșcani, Republica Moldova.

## Demografie

### Structura etnică
Structura etnică a satului conform recensământului populației din 2004:
| Grup etnic         | Populație | % Procentaj |
| ------------------ | --------- | ----------- |
| Ucraineni          | 441       | 79,89%      |
| Moldoveni / Români | 94        | 17,03%      |
| Ruși               | 11        | 1,99%       |
| Țigani             | 1         | 0,18%       |
| Polonezi           | 1         | 0,18%       |
| Alții              | 4         | 0,72%       |
| Total              | 552       | 100%        |